# Переулок Капранова
Переу́лок Капра́нова (бывш. Нижний Предтеченский переулок) — переулок в Центральном административном округе города Москвы. Проходит от Дружинниковской улицы до Верхнего Предтеченского переулка. Нумерация домов ведётся от Дружинниковской улицы.

## Происхождение названия
Нынешнее название переулка относится к первой половине XX века. В начале 1930-х годов он был переименован в честь рабочего-шорника Виктора Павловича Капранова (1886—1930), большевика, председателя ЦК профсоюза кожевников.

## История
До 14 ноября 1931 г. именовался Нижним Предтеченским переулком, названным так по находящейся здесь церкви Рождества Иоанна Предтечи (см.: Большой Предтеченский переулок). Был переименован вскоре после смерти рабочего-шорника Виктора Павловича Капранова. Его имя также носила располагавшаяся в этом районе фабрика детской обуви.

## Примечательные здания и сооружения
По нечётной стороне:
- № 3 — Бизнес-центр класса А «Премьер-Плаза»

По чётной стороне:
- № 2/11 — Жилой дом. Строительство дома для ВАО «Интурист» было начато в 1935 году 10-й мастерской Моссовета (руководитель В. Д. Кокорин, автор проекта П. А. Масальский). Дом должен был занять угловой участок с Дружинниковской улицей, оформляя проектируемую трассу новой улицы от Ново-Арбатской площади к площади Белорусского вокзала. Перед войной дом передали другому ведомству и строительство заморозили; позднее отказались от прокладки в этом месте сквозной трассы. Угловая часть здания построена в 1960-х годах и стилистически не связана с основным объёмом дома[1].